# عمر البيطار
عمر البيطار (1886 - 1946) قائد قطاع منطقة صهيون شرق اللاذقية في ثورة الشمال السوري بقيادة إبراهيم هنانو. كانت المنطقة تحت إمرته تشمل الحفة
فر إلى تركيا مع 32 مجاهدا كانوا قد استثنوا من العفو العام آنذاك. ثم انتقل إلى كردستان العراق مع رفيق دربه الشيخ أحمد إدريس وحاربوا الإنكليز لمدة سنة ونصف، ثم عاد مع رفاقه بعد بزوغ الفجر الوطني في البلاد مما أتاح الفرصة للفرنسيين بتصفية الحسابات الاستعمارية بقصد التشفي والانتقام فقبض عليه عام 1938 م وزج في السجن مع الوطني علي بن إبراهيم الجندي وقضيا خمسة عشر شهرا في سجون حلب ولبنان واللاذقية وذاقا أشد أنواع العذاب والتنكيل ثم أطلق سراحه وانتخب نائبا في المجلس النيابي السوري عن قضاء الحفة. هرب إلى أنطاكية مجدداً عام 1945 بعد قصف الفرنسيين دمشق وحماة وتوفي فيها عام 1946 بعيد الجلاء.

## حياته

### قائد ثورة هنانو
شكل البيطار مجموعة من المتطوعين المسلحين في عام 1919 لمقاومة القوات العسكرية الفرنسية التي كانت تغير على الساحل السوري. انضم البيطار في النهاية إلى ثورة هنانو وكُلِّفَ بالمسؤولية على جبل صهيون، وهي منطقة جبلية مركزها الحفة. كما نسق العمل العسكري مع صالح العلي الذي كان يقود الثورة العلوية ضد الفرنسيين في الجبال جنوب جبل صهيون. وبدعم مادي من الحركة المسلحة التركية التي تقاتل الفرنسيين في جنوب الأناضول، حصل بيطار على أسلحة ومعدات عسكرية. في غضون ستة أشهر، نمت فرقته من 100 عضو إلى 2000، بحسب المؤرخ السوري سامي مبيض.
أعلن الفرنسيون انتدابهم على سوريا عام 1920 وأصدروا مذكرة توقيف بحق البيطار بتهمة قتل ضباط فرنسيين والمشاركة في تمرد ضد السلطة الفرنسية. ونتيجة لذلك، فر إلى تركيا، بينما حكمت عليه السلطات العسكرية الفرنسية بالإعدام غيابيًا. وانضم متمردو البيطار في الغالب إلى جماعة عز الدين القسام المتمركزة في جبل صهيون. وظل البيطار في تركيا تحت حماية مصطفى كمال أتاتورك لمدة 16 عامًا.

### الحياة السياسية
عاد البيطار إلى سوريا عام 1936 بعد انتخاب الوطني هاشم الأتاسي للرئاسة. رحب الأتاسي بالبيطار في القصر الرئاسي بدمشق وأشاد به كبطل قومي. عند عودته، انضم البيطار إلى الكتلة الوطنية، أكبر حزب سياسي في سوريا يعارض الحكم الفرنسي. استقر في اللاذقية. بعد عام، في عام 1937، اتهمت السلطات البيطار بالتحريض على العنف ضد الفرنسيين الذين اعتقلوه. تم سجنه في قلعة دمشق. أُطلق سراحه عام 1939، إلى حد كبير نتيجة للضغوط التي مارسها السياسيون القوميون السوريون، لكنه ابتعد عن السياسة بعد إطلاق سراحه. في عام 1943، أعاد إدخال السياسة كمرشح في الانتخابات البرلمانية. تهرب من القبض عليه من قبل السلطات الفرنسية في أواخر مايو 1945 خلال حملة ضد الشخصيات الوطنية في دمشق. غادر البيطار دمشق متوجهاً إلى تركيا، حيث مكث حتى وفاته عام 1946، في نفس العام أصبحت سوريا مستقلة عن فرنسا.

## قائمة المراجع
- Moubayed، Sami (2006). Steel and Silk. Cune Press. ISBN:1885942419. مؤرشف من الأصل في 2019-07-03.
- Schleifer، Abdullah (2006). "Izz ad-Din al-Qassam: Preacher and Mujahid". في Burke، Edmund؛ Yaghoubian، Nejde (المحررون). Struggle and Survival in the Modern Middle East. University of California Press. ISBN:9780520246614. مؤرشف من الأصل في 2020-05-09.
- Philipp، Thomas؛ Schumann، Christoph (2004). From the Syrian Land to the States of Syria and Lebanon. Ergon in Kommission. ISBN:9783899133530. مؤرشف من الأصل في 2020-05-09.